# 三江街道 (贵阳市)
三江街道，是中华人民共和国贵州省貴陽市花溪区一个已撤销的街道办事处。
2012年前，下辖：松花江社区、红林社区、枫阳社区、王宽村、毛寨村、王武村、丰报云村和红艳村。2012年8月14日，贵阳市人民政府通知决定撤销49个街道办事处，设立90个社区服务中心。